# Reiko Ike
Reiko Ike (Tokyo, 25 maggio 1953) è un'attrice e cantante giapponese.
È considerata un'icona del genere Pinky violence, per le sue interpretazioni in film divenuti dei cult movie, quali Sex and Fury, Yasagure anego den: sōkatsu rinchi e Girl Boss Guerilla.

## Biografia
La carriera cinematografica della Ike iniziò nel 1971, quando interpretò un ruolo in Hot Springs Mimizu Geisha. Successivamente la Ike dichiarò di aver mentito sulla sua età per ottenere la parte, confessando di aver avuto all'epoca 16 anni, provocando uno scandalo nei mass media giapponesi.
La Ike continuò ad interpretare film erotici appartenenti al genere Pinky violence, spesso diretta dallo specialista Norifumi Suzuki, e ottenne grande successo con i film Girl Boss Guerilla e soprattutto con Sex and Fury e il sequel Yasagure anego den: sōkatsu rinchi, nei quali interpretò il ruolo della ladra e giocatrice d'azzardo Ochô Inoshika. In seguito a due arresti, uno per droga e l'altro per gioco d'azzardo, la carriera cinematografica della Ike terminò alla fine degli anni settanta. La Ike pubblicò anche un album discografico, intitolato Kôkotsu No Sekai, uscito nel 1971.

## Filmografia
- Girl Boss Blues: Queen Bee's Counterattack (Mesubachi no gyakushu), regia di Norifumi Suzuki (1971)
- Hot Springs Mimizu Geisha (Onsen mimizu geisha), regia di Norifumi Suzuki (1972)
- Girl Boss Blues: Queen Bee's Challenge (Mesubachi no chosen), regia di Norifumi Suzuki (1972)
- Women's Violent Classroom (Kyofu joshikôkô: Boryuku kyoshitsu), regia di Norifumi Suzuki (1972)
- Gendai porno-den: senten-sei inpu, regia di Norifumi Suzuki (1972)
- Girl Boss Guerilla (Sukeban gerira), regia di Norifumi Suzuki (1972)
- The Red Silk Gambler (Hijirimen bakuto), regia di Teruo Ishii (1972)
- Kyofu joshikôkô: Furyo monzetsu guruupu, regia di Masahiro Shimura (1973)
- Girl Boss Revenge: Sukeban (Sukeban), regia di Norifumi Suzuki (1973)
- Sex and Fury (Furyô anego den: Inoshika Ochô), regia di Norifumi Suzuki (1973)
- Terrifying Girls' High School: Lynch Law Classroom (Kyôfu joshikôkô: bôkô rinchi kyôshitsu), regia di Norifumi Suzuki (1973)
- Yasagure anego den: sōkatsu rinchi, regia di Teruo Ishii (1973)
- Battles Without Honor and Humanity: Proxy War (Jingi naki tatakai: Dairi senso), regia di Kinji Fukasaku (1973)
- Criminal Woman: Killing Melody (Zenka onna: koroshi-bushi), regia di Atsushi Mihori (1973)
- Gyakushû! Satsujin ken, regia di Shigehiro Ozawa (1974)
- Xin mo, regia di Wei Lo (1975)
- Graveyard of Honor (Jingi no hakaba), regia di Kinji Fukasaku (1975)
- Cops vs. Thugs (Kenkei tai soshiki boryoku), regia di Kinji Fukasaku (1975)
- Kigeki: Tokudashi - Himo tengoku, regia di Azuma Morisaki (1975)
- Ôgon no inu, regia di Shigeyuki Yamane (1979)